# Chaetadelpha wheeleri
La  Chaetadelpha wheeleri (A.Gray ex S.Watson, 1873) è una specie di pianta angiosperma dicotiledone della famiglia delle Asteraceae.  Chaetadelpha wheeleri  è anche l'unica specie appartenente al genere  Chaetadelpha  A.Gray ex S.Watson, 1873.

## Etimologia
Il nome del genere ( Chaetadelpha) è composto dalla parola greca classica "chaite" (χαίτη) che significa "capelli lunghi, criniera, o frutti comosi" e la parola "adelphe" (αδελφή) che significa "sorella" e si riferisce al pappo combinato di spine e setole.
Il nome scientifico della specie è stato definito dai botanici Asa Gray (1810 - 1888) e Sereno Watson (1826 - 1892) nella pubblicazione " American Naturalist; a Popular Illustrated Magazine of Natural History. Boston, MA" ( Amer. Naturalist 7: 301 ) del 1873. Il nome scientifico del genere è stato definito nella stessa pubblicazione.

## Descrizione
Habitus. Chaetadelpha wheeleri, con cicli biologici perenni, è una pianta non molto alta. Tutte le specie del gruppo (a cui appartiene questa pianta) sono provviste di latice.
Fusto. I fusti (da 2 a 4 per pianta), in genere eretti e ascendenti, sono di solito solitari e mediamente ramificati. Sono presenti dei robusti rizomi ramificati. Altezza delle piante: 15 – 40 cm.
Foglie. Sono presenti sia foglie formanti delle rosette basali che cauline (queste ultime sono appassite alla fioritura) con disposizione alterna. Le lamine sono sessili, intere (da lineari a lineari-lanceolate).  La superficie può essere ricoperta da peli semplici o ramificati.
Infiorescenza. L'infiorescenza è composta da uno o più capolini terminali. I capolini, solamente di tipo ligulifloro, sono formati da un involucro, portato da un peduncolo, composto da diverse brattee (o squame) all'interno delle quali un ricettacolo fa da base ai fiori ligulati. Alla base dell'involucro è presente un calice con 4 - 5 minute brattee. L'involucro ha una forma più o meno cilindrica ed è formato da una serie di 5 brattee. Il ricettacolo, alla base dei fiori, è glabro e nudo (senza pagliette). Diametro dell'involucro: 3 – 4 mm.
Fiori. I fiori (5 per capolino), tutti ligulati, sono tetra-ciclici (ossia sono presenti 4 verticilli: calice – corolla – androceo – gineceo) e pentameri (ogni verticillo ha in genere 5 elementi). I fiori sono ermafroditi, fertili e zigomorfi.
- Formula fiorale:

*/x K {\displaystyle \infty }, [C (5), A (5)], G 2 (infero), achenio
- Calice: i sepali del calice sono ridotti ad una coroncina di squame.
- Corolla: le corolle sono formate da un tubo e da una ligula terminante con 5 denti; il colore è bianco-lavanda pallido.
- Androceo: gli stami sono 5 con filamenti liberi e distinti, mentre le antere sono saldate in un manicotto (o tubo) circondante lo stilo.[11] Le antere sono codate e allungate con una appendice apicale; i filamenti sono lisci. Il polline è tricolporato e di colore arancio ed echinato.[12]
- Gineceo: lo stilo è filiforme. Gli stigmi dello stilo sono due divergenti, corti, smussati e ricurvi con la superficie stigmatica posizionata internamente (vicino alla base).[13] L'ovario è infero uniloculare formato da 2 carpelli.

Frutti. I frutti sono degli acheni con pappo. Gli acheni, colorati di marrone chiaro, hanno una forma colonnare con apice troncato e privi di becco (non sono compressi); sono provvisti di 5 coste longitudinali. Il pappo è dimorfico: con molte setole (da 35 a 50) su 1 o 2 serie e 5 rigide e spesse punte.

## Biologia
- Impollinazione: l'impollinazione avviene tramite insetti (impollinazione entomogama tramite farfalle diurne e notturne).
- Riproduzione: la fecondazione avviene fondamentalmente tramite l'impollinazione dei fiori (vedi sopra).
- Dispersione: i semi (gli acheni) cadendo a terra sono successivamente dispersi soprattutto da insetti tipo formiche (disseminazione mirmecoria). In questo tipo di piante avviene anche un altro tipo di dispersione: zoocoria. Infatti gli uncini delle brattee dell'involucro (se presenti) si agganciano ai peli degli animali di passaggio disperdendo così anche su lunghe distanze i semi della pianta.

## Distribuzione e habitat
La distribuzione è USA (sud-occidentale).

## Tassonomia
La famiglia di appartenenza di questa voce (Asteraceae o Compositae, nomen conservandum) probabilmente originaria del Sud America, è la più numerosa del mondo vegetale, comprende oltre 23.000 specie distribuite su 1.535 generi, oppure 22.750 specie e 1.530 generi secondo altre fonti (una delle checklist più aggiornata elenca fino a 1.679 generi). La famiglia attualmente (2021) è divisa in 16 sottofamiglie.

### Filogenesi
Il genere di questa voce appartiene alla sottotribù Microseridinae della tribù Cichorieae (unica tribù della sottofamiglia Cichorioideae). In base ai dati filogenetici la sottofamiglia Cichorioideae è il terz'ultimo gruppo che si è separato dal nucleo delle Asteraceae (gli ultimi due sono Corymbioideae e Asteroideae). La sottotribù Microseridinae fa parte del "quinto" clade della tribù; in questo clade insieme alla sottotribù Cichoriinae forma un "gruppo fratello".
I seguenti caratteri sono distintivi per la sottotribù:
- il polline è colorato di arancio;
- la distribuzione è relativa al Nuovo Mondo.

Il genere di questa voce, nell'ambito filogenetico della sottotribù, occupa una posizione vicina ai generi Lygodesmia e Shinnersoseris . Alcuni Autori, considerando l'estensione della sottotribù, l'hanno suddivisa in 8 entità (o alleanze) informali. Il genere di questa voce è stato associato al gruppo 'Alleanza Lygodesmia formato dai generi Chaetadelpha, Lygodesmia e Shinnersoseris. Il genere di questa voce in precedenti classificazioni era descritto all'interno della sottotribù (non più valida) Stephanomeriinae. Chaetadelpha si distingue da Lygodesmia oltre che per il particolare pappo dimorfico, anche per il polline echinato (in Lygodesmia è echinolofato - granuli pollinici con superficie provvista di depressioni).
I caratteri distintivi per questa specie sono:
- il ciclo biologico è perenne;
- il ricettacolo è nudo;
- i capolini hanno pochissimi fiori;
- nel pappo sono presenti 5 rigide punte.

Il numero cromosomico della specie è: 2n = 18 (specie diploide).

### Sinonimi
La specie di questa voce, in altri testi, può essere chiamato con nomi diversi. L'elenco che segue indica alcuni tra i sinonimi più frequenti:
- Stephanomeria wheeleri (A.Gray ex S.Watson) A.Nelson & J.F.Macbr.